# Spoorlijn Kolding - Troldhede
De spoorlijn Kolding - Troldhede (Deens: Troldhedebanen) was een lokaalspoorweg over het schiereiland Jutland in Denemarken vanuit Kolding naar Troldhede met een zijlijn van Gesten naar Vejen.

## Geschiedenis
De lijn is gebouwd tussen 1914 en 1917 en werd geopend door de Troldhede-Kolding-Vejen Jernbane (TKVJ) op 25 augustus 1917. Met een lengte van bijna 88 km was het de langste private spoorlijn in Denemarken.
Gedurende vele jaren was de lijn een van de belangrijkste routes voor het vervoeren van turf en bruinkool. Aanzienlijke hoeveelheden zijn vervoerd naar Kolding en vervolgens verscheept naar de rest van het land.
Na de Tweede Wereldoorlog zakte het vervoer in dat uiteindelijk resulteerde in de sluiting in 1968. De zijlijn Gesten - Vejen was al in 1951 gesloten.

## Huidige toestand
Thans is de volledige lijn opgebroken.